# 핫초콜릿
핫초콜릿(영어: hot chocolate, drinking chocolate, cocoa, chocolate tea) 또는 코코아는 초콜릿과 코코아 파우더를 넣은 음료이다.

## 효능
코코아는 노화와 암을 예방하는 항산화 물질인 폴리페놀(propenol)이 포도주보다 2배 많고, 녹차보다도 3배 더 많다.

## 같이 보기
- 초콜릿 우유